# Rząd Philippa Scheidemanna

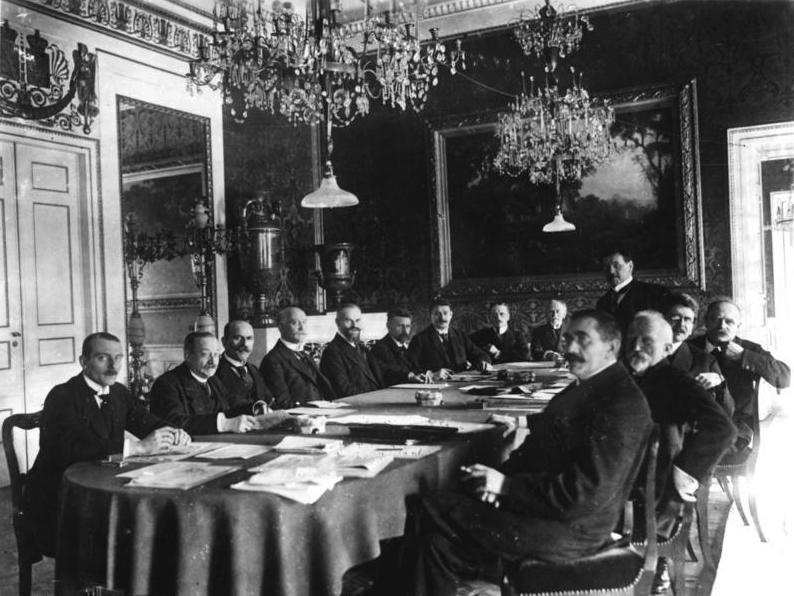
Rząd Philippa Scheidemanna

Rząd Philippa Scheidemanna – rząd Republiki Weimarskiej w okresie od 13 lutego 1919 do 20 czerwca 1919.
| Funkcja                                                           | Imię i nazwisko                                                              | Partia      |
| ----------------------------------------------------------------- | ---------------------------------------------------------------------------- | ----------- |
| Reichsministerpräsident – Premier Rzeszy                          | Philipp Scheidemann                                                          | SPD         |
| Stellvertreter des Reichsministerpräsidenten – Wicepremier Rzeszy | Eugen Schiffer (do 19 kwietnia 1919) Bernhard Dernburg (od 30 kwietnia 1919) | DDP         |
| Minister spraw zagranicznych                                      | Ulrich von Brockdorff-Rantzau                                                | bezpartyjny |
| Minister spraw wewnętrznych                                       | Hugo Preuß                                                                   | DDP         |
| Minister sprawiedliwości                                          | Otto Landsberg                                                               | SPD         |
| Minister finansów                                                 | Eugen Schiffer (do 19 kwietnia 1919) Bernhard Dernburg (od 30 kwietnia 1919) | DDP         |
| Minister gospodarki                                               | Rudolf Wissell                                                               | SPD         |
| Minister polityki żywnościowej                                    | Robert Schmidt                                                               | SPD         |
| Minister pracy                                                    | Gustav Bauer                                                                 | SPD         |
| Minister obrony                                                   | Gustav Noske (do 22 marca 1920)                                              | SPD         |
| Minister transportu                                               | Johannes Bell                                                                | Zentrum     |
| Minister poczty                                                   | Johannes Giesberts                                                           | Zentrum     |
| Minister skarbu                                                   | Georg Gothein (od 21 marca 1919)                                             | DDP         |
| Minister kolonii                                                  | Johannes Bell                                                                | Zentrum     |
| Minister bez teki                                                 | Eduard David (od 3 października 1919)                                        | SPD         |
| Minister bez teki                                                 | Georg Gothein (do 21 marca 1919)                                             | DDP         |
| Minister bez teki                                                 | Matthias Erzberger                                                           | Zentrum     |